# Dunshaughlin
Dunshaughlin (Dún Seachlainn) är en stad i County Meath i provinsen Leinster, i de centrala delarna av Irland.

## Befolkning
Staden hade 5 674 invånare år 2011.